# Ferenc Weisz
Ferenc Weisz (Solt, 23 febbraio 1885 – 4 febbraio 1943) è stato un allenatore di calcio e calciatore ungherese, di ruolo attaccante.
È stato uno dei primi allenatori dell'Újpest.

## Carriera

### Nazionale
Debutta in Nazionale l'11 giugno 1903, terza partita internazionale dell'Ungheria, vinta 3-2 sull'Austria. Resta in Nazionale fino al 1917, totalizzando 17 presenze e 3 gol.

## Palmarès

### Club
- Campionato ungherese: 8

Ferencvaros: 1903, 1905, 1906-1907, 1908-1909, 1909-1910, 1910-1911, 1911-1912, 1912-1913
- Coppa d'Ungheria: 1

Ferencvaros: 1912-1913